# Wolodymyr Satonskyj

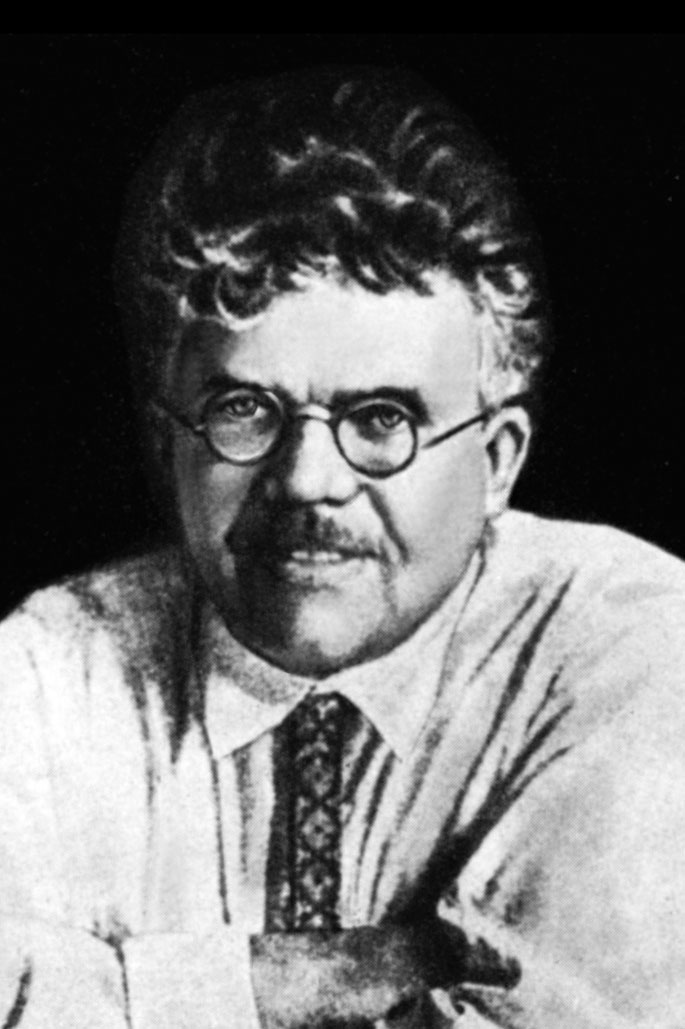
Satonski vor März 1933

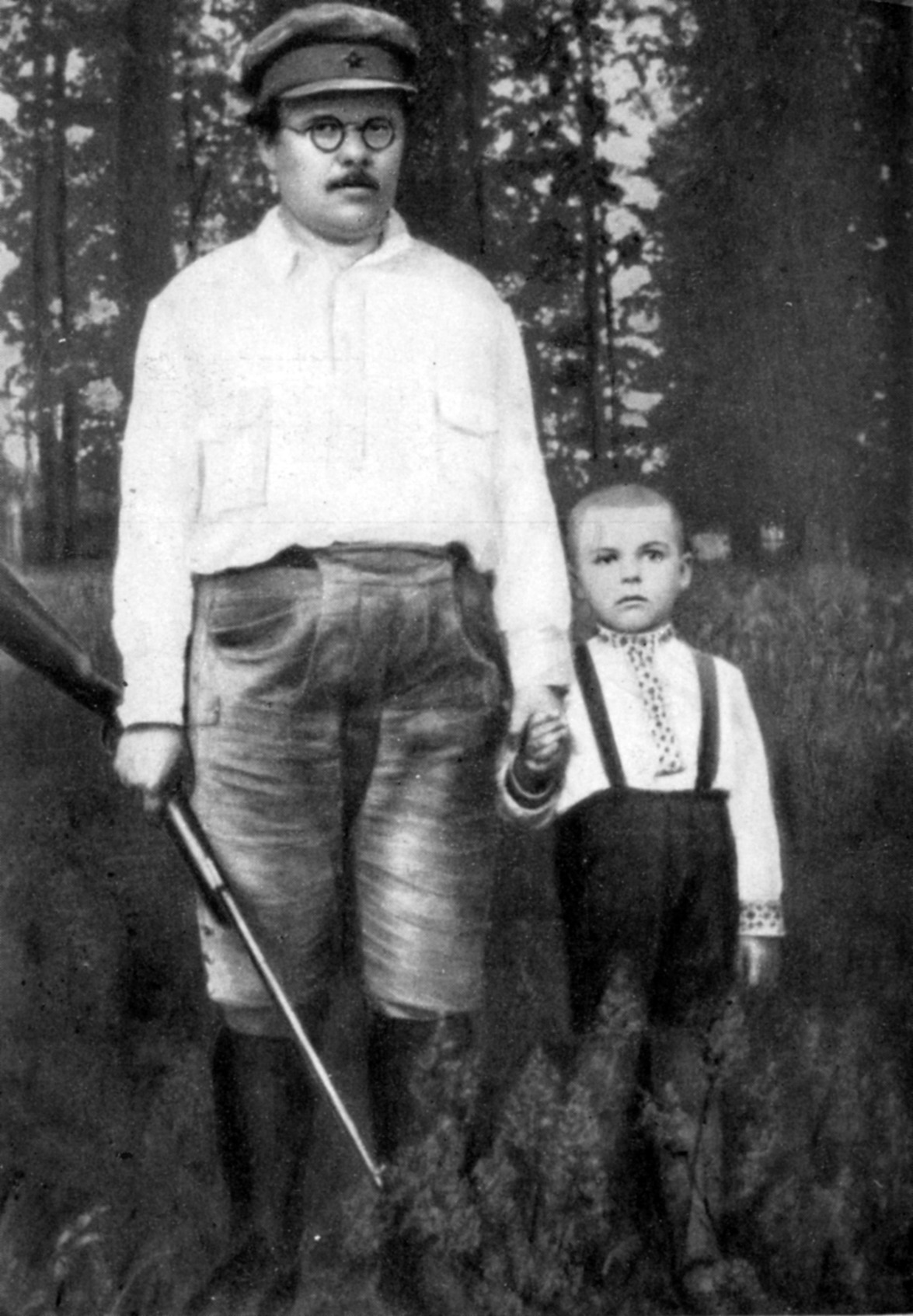
Wolodymyr Satonskyj mit Sohn Dmytro, 1928

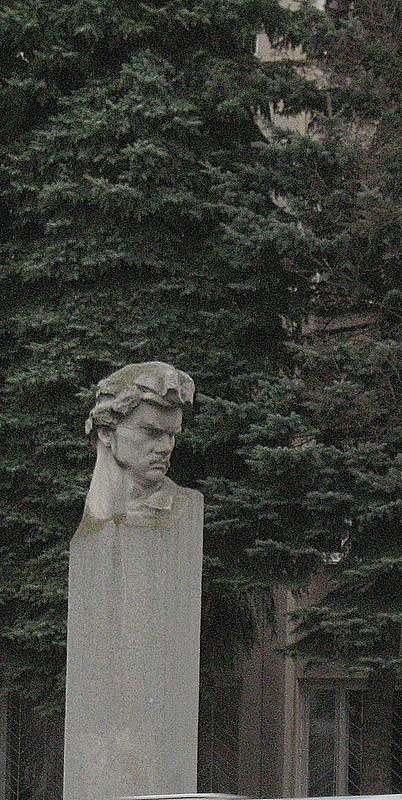
Satonskyj-Denkmal in Chmelnyzkyj 2008

Wolodymyr Petrowytsch Satonskyj (ukrainisch Володи́мир Петро́вич Зато́нський, russisch Влади́мир Петро́вич Зато́нский, Wladimir Petrowitsch Satonski; * 27. Julijul. / 8. August 1888greg. in Lyssez, Gouvernement Podolien, Russisches Kaiserreich (heute Oblast Chmelnyzkyj, Ukraine); † 29. Juli 1938, Kiew, Ukrainische SSR, UdSSR) war ein ukrainisch-sowjetischer Politiker und Wissenschaftler. 1918 war er kurzzeitig Vorsitzender des prosowjetischen Zentralen Exekutivkomitees der Ukraine, einer Gegenregierung. 1938 wurde er während des Großen Terrors erschossen.

## Leben

### Frühe Entwicklung
Wolodymyr Satonskyj trat 1905 der Sozialdemokratischen Arbeiterpartei Russlands in der Fraktion der Menschewiki bei. Bis 1912 studierte er Physik und Mathematik an der Kiewer St. Wladimir-Universität und unterrichtete ab 1913 Physik am Kiewer Polytechnischen Institut.

### Politische Tätigkeit
Im März 1917 wechselte er zur Fraktion der Bolschewiki. Er wurde Mitglied im Revolutionskomitee von Kiew. Satonski gehörte zu den Organisatoren des ersten Allukrainischen Kongresses der Delegierten der Bauern-, Arbeiter und Soldatenräte im Dezember 1917 in Charkiw.
Dort wurde er zum Kommissar für Bildung (Bildungsminister) im neu geschaffenen Zentralen Exekutivkomitee der Ukraine berufen, das eine prosowjetische Gegenregierung zur bürgerlichen Ukrainischen Volksrepublik mit der Zentralna Rada war. Vom 1. bis 4. März 1918 war er Kommissar für internationale Angelegenheiten (Außenminister), vom 19. März bis 18. April 1918 Vorsitzender des Zentralen Exekutivkomitees (Regierungschef).
Im Juli 1918 kämpfte er als Kommissar gegen einen Aufstand der linken Sozialrevolutionäre in Moskau.
Im November 1918 wurde er Volkskommissar für Volksbildung (Bildungsminister) der Ukrainischen Sowjetischen Volksrepublik. Danach wurde er durch Lenin zum Vertreter der Ukrainischen Sowjetischen Volksrepublik bei der Russischen Föderativen Sowjetrepublik  berufen.
Von Juli bis September 1920 war er Vorsitzender des Galizischen Revolutionskomitees, das die kurzzeitig bestehende Galizische Sozialistische Sowjetrepublik als provisorische Regierung führte.
1921 nahm er an der Niederschlagung des Kronstädter Matrosenaufstandes teil.
Danach war er in verschiedenen Funktionen in der Partei und Verwaltung tätig. 1922 war er ein Vertreter der Ukrainischen SSR bei dem Vertrag über die Union der Sozialistischen Sowjetrepubliken.

### Wissenschaftliche Tätigkeit
1929 wurde er Mitglied der Akademie der Wissenschaften der USSR.
1933 wurde er Mitglied der Akademie der Wissenschaften der Weißrussischen SSR sowie Chefherausgeber der Ukrainischen Sowjetischen Enzyklopädie.

#### Werke (Auswahl)
- Der Aufbau des Sozialismus und der Chemie; M. L:. Goschimtechisdat, 1933[4]
- Die nationale kulturelle Entwicklung und der Kampf gegen den Nationalismus; Charkiw 1934[4]

### Verhaftung und Erschießung
Am 3. November 1937 wurde er in einem Filmtheater verhaftet. Seine Wohnung wurde durchsucht und er wurde beschuldigt, Spion für das bürgerliche Polen zu sein. Einige Tage später wurde auch seine Frau verhaftet. Er wurde angeklagt, Mitglied eines antisowjetischen ukrainischen nationalistischen Zentrums zu sein.
Am 29. Juli 1938 fand eine zwanzigminütige Verhandlung unter dem Vorsitz von W. Ulrich statt, die ihn zu 10 Jahren Gefängnis verurteilte, was damals das Todesurteil bedeutete. Am gleichen Tag wurde er erschossen.
1956 wurde er rehabilitiert.

## Familie
Wolodymyr Satonskyj war der Vater des Literaturwissenschaftlers und Germanisten Dmytro Satonskyj (1922–2009).

## Ehrungen
Satonskyj erhielt zahlreiche Ehrungen. So erhielt er 1921 den Rotbannerorden und die Kleinstadt Winkiwzi in der Oblast Chmelnyzkyj trug von 1927 bis 1938 den Namen Satonsk (Затонсьск).
In Chmelnyzkyj wurde ihm zu Ehren ein Denkmal errichtet und bis 1990 stand in der westukrainischen Stadt Ternopil ein Denkmal für ihn. In Kiew trug  bis in die 1990er Jahre eine Straße (Улица Затонского) seinen Namen.

## Bewertung
Wolodymyr Satonskyj war seit 1917 ein führender Vertreter der Bolschewiki in der Ukraine und kämpfte gegen die bürgerliche Regierung und ukrainische Unabhängigkeitsbestrebungen. Er war seit 1918 ein Vertrauter Lenins und kämpfte im Bürgerkrieg bis 1921 für die Sowjetmacht.
Seine Verurteilung und Erschießung 1938 waren wahrscheinlich auf eine persönliche Abneigung Stalins gegen ihn und seine Kenntnis von Parteiinterna zurückzuführen. Satonskyj hatte sich auch oft für die Berücksichtigung ukrainischer Besonderheiten in der Politik eingesetzt.
Nach seiner Rehabilitierung 1956 wurde er in der Ukrainischen SSR als kommunistischer Funktionär geehrt. Nach 1990 wurden die Erinnerungen an ihn weitgehend beseitigt.